# フィオレロ・ラガーディア
フィオレロ・ヘンリー・ラガーディア（英語: Fiorello Henry La Guardia、1882年12月11日 - 1947年9月20日）は、アメリカ合衆国の政治家。共和党に属するリベラル派であり、1934年〜1945年の3期に渡りニューヨーク市長 を務めた。それ以前は1916年と1918年、及び1922年〜1930年にアメリカ合衆国議会に選出された。短気かつエネルギッシュでカリスマ性に富み出世欲が強く、米国史上最も偉大な市長を3〜4人挙げるとすればその中に入ると言われている。身長が150cmしかなく「小さな花」と呼ばれた（「フィオレロ」はイタリア語で「小さな花」の意。イタリア語で「花」を意味する"fiore"の指小語）。
ラガーディアは名目上は共和党員だったが党派を超えて支持を集め、1930年代のニューヨークにおいて大変人気があった。ニューディール政策の支持者として民主党のフランクリン・デラノ・ルーズベルト大統領を支え、替りにルーズベルトはニューヨーク市に多額の資金援助を行うと共にラガーディアの政敵による同市への資金提供を遮断した。1941年には現職市長のまま民間防衛の全米指導者になったが、業績は凡庸だった。国政への参画は果たせず、1946年初めに市長職を離れ、連合国救済復興機関で短期間だが事務総長を務めた。
ラガーディアはニューヨーク市を再生させ、民衆による役所への信頼を取り戻した。彼は交通網を統合し、安価な公共住宅、公共の運動場および公園の建設を指導し、空港を建設し、警察機構を建て直し、同市を牛耳っていた政治的マシーン（集票組織）であるタマニー・ホールを打破し、公務員職が金で買われていた状況を正して能力本位の雇用を再確立した。彼は連邦から多額の資金を同市に引き出した。
ラガーディアは独裁的な指導者であり専制政治に近い傾向があったが、彼の改革政策は気紛れな有権者たちの感性を巧みに反映し利用していた。彼は腐敗した集票組織を打破し、恐慌と第二次世界大戦の時代を通じて市政を司り、同市をニューディール政策の福祉と公共事業計画のモデル都市にして、そして移民と少数民族を擁護した。彼の成功は大統領の理解に支えられていた。彼は強い意志を持つ改革派市長として腐敗を一掃し、有能な専門家を登用し、市民のための広い責任を負う市政を取り戻したことで歴史に名を残している。彼の統治下ではそれまで政治システムから疎外されていた人々の集団に手が差し伸べられ、ニューヨークに近代的なインフラが整備され、都市が持つ可能性を新たな段階に引き上げた。彼はタマニー・ホールの縁故で結びついた一派と、良き政府改革者たちの誠実さと能率性とを調和させた。
歯に衣着せぬ市長であり側近に対しては手荒に接し、誰が上司かを思い知らせるという具合だった。戦時中に連邦からの資金提供が途絶えると彼は直観の冴えを失い、自分が整備したインフラが同市だけでは到底賄い切れないほど過大だったことを遂に理解できなかった。ラガーディアの伝記を書いたトーマス・ケスナーによれば、「ラガーディアは並外れた目標に向けて専制的な統治を行うという危険な流儀の権化だった」という。「今日なら、あのような権力を誰かが振るうなど、人々は恐れて許さないだろう」。

## 生い立ち
チェリニョーラ出身でイタリア系カトリック教徒の父アキル・ラ・ガーディアとトリエステ出身でユダヤ系ハンガリー人 の母イレーヌ・コーエン・ルツァートとの間にフィオレロ・エンリコ・ラガーディア（イタリア語: Fiorello Enrico La Guardia）としてグリニッジ・ヴィレッジで生まれる。ハラーハーからユダヤ人の宣告を受けるも自身は聖公会信者として育ち、幼少時にはミドルネームのエンリコ（Enrico）を英語表記のヘンリー（Henry）に改めた。1898年、父が陸軍を解雇されたのに伴い母の郷里であるトリエステに移住、1901年から1906年にかけて同地のほかブダペストやリエカのアメリカ領事館に勤務。その後帰国しニューヨーク大学に籍を置きながら、1907年から1910年までニューヨーク児童虐待防止協会員としてエリス島にある移民局の通訳を務めた。

### 結婚と家族
2度の結婚歴があり、最初の妻テア・アルメニゴッティとは1919年3月8日に結婚。しかし1921年10月29日に肺結核のため26歳で夭逝したため、1929年にマリー・フィッシャーと結婚、2人の子どもを養子に迎え入れた。

## 政治家としての初期の経歴

### 連邦議会への選出

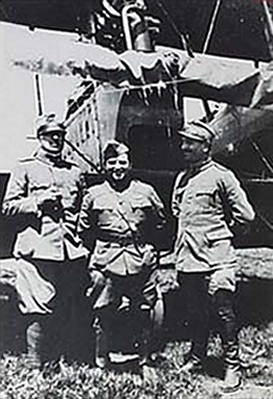
Ca.44の前で二人のイタリア軍士官の間に立つフィオレロ・ラガーディア、1918年頃

1914年、ニューヨーク州副法務長官に就任した。1916年には下院議員に初当選を果たし、情熱的かつ献身的な改革派政治家との評価を得た。議員としては、ラガーディアは様々な民族が暮らすスラム街のある東ハーレムから選出されており、無所属の身上から重要な委員会ポストには就けなかったものの、進歩主義的信条の疲れ知らずで雄弁な闘士だった。
ラガーディアが議員に就任したのは1917年3月4日だったが、間もなくアメリカ陸軍航空隊の少佐に任官し、第一次世界大戦のイタリア―オーストリア戦線に赴いてカプロニCa.44爆撃機の一隊を率いた。1919年12月31日をもって下院議員の職を辞し、翌年から1922年までニューヨーク市議会議長を務めた。
1922年、ラガーディアは下院議員に再選され、翌年3月4日から1933年3月4日まで5期連続で務めた。

### 市議会議長
1919年、ラガーディアはニューヨーク市議会議長選で共和党の候補に選ばれた。民主党の対抗馬は、アルフレッド・スミス（1917年に議長に選出されたのち州知事に転出した）の後を継いで議長を務めていたブロンクス区選出のロバート・L・モランだった。 ニューヨーク第三「シャムロック」大隊指揮官のマイケル・"ダイナマイト・マイク"・ケリーも自由党から出馬を表明した。タマニー・ホールはケリーの出馬を見て危機感を抱き、立候補を取り止めてモラン支持に回るよう説得を試みた。ケリーがこれを拒否すると、タマニーはニューヨーク州最高裁に訴えてケリーを候補から外すことに成功した。しかし投票日には 3,500名を超える支持者がケリーに投票した。この数字はモランが敗北するには十分であり、彼は僅か 1,363票差でラガーディアに敗れた。

### 下院への復帰
ラガーディアは、共和党員として、1922年の下院議員選でイタリア人が強固な地盤を持つ東ハーレム地区から当選し、以後 1933年3月3日まで議員を務めた。

#### ノリス＝ラ・ガーディア法
リベラルな改革派の指導的政治家として、ラガーディアは労働法制の整備を後援すると共に、移民制限に反対した。主な業績として1932年にネブラスカ州選出の上院議員ジョージ・ノリスと共同提出したノリス＝ラガーディア法がある。これはクレイトン反トラスト法が1914年に発効して以後1920年代末まで続いた最高裁による労働組合活動に対する制限を回避するものだった。同法は下級裁判所が憲法ではなく議会によって生成されるという理論に基づいており、そうである以上は議会は司法権を定義し制限する広い権限を持つとして、以下のような目的に向けた差止め命令の発行を禁止した。すなわち、反組合的な雇用契約の維持、罷業または雇用関係拒絶に対する妨害、またはストライキ、ボイコット、およびピケッティングなどの活動の根拠となる法律の制限、などである。また、これにより被雇用者が組合に加入するのを禁ずる所謂黄犬契約を裁判所が強制することも出来なくなった。

#### 外交政策
孤立主義の立場を採ることは無く、国外における民主主義、民族独立や反独裁政治のために、アメリカが影響力を行使することを支持した。それ故アイルランド独立運動や反ツァーリ主義者による1917年のロシア革命を支持したが、レーニンには賛同しなかった。例えばノリスのような殆どの進歩主義者たちとは異なり、ラガーディアは一貫して国際主義に立ち、国際連盟や列国議会同盟を支持し、各種の平和会議や軍縮会議にも賛意を表明している。内政に関しては社会主義に傾倒して国有化や規制強化を望んだが、社会主義政党に接近することはなく、カール・マルクスの著作を読もうとはしなかった。

#### 進歩主義運動の擁護者
議員としては、移民の積極的な受け入れとニカラグアからの米軍撤退 からスト中の鉱山労働者の権利や暮らし、貧農、抑圧された少数民族のほか窮乏世帯に対する支援に至るまで、ラガーディアは進歩主義的信条の疲れ知らずで雄弁な擁護者として活躍した。同時代の富裕層や政府内の取り巻きにも舌鋒鋭く、所得税への累進課税導入、ウォール街に対する政府の監督強化、および世界恐慌による失業者のための雇用保険設立を訴えた。

#### 1929年と1932年の敗北
1929年、彼はニューヨーク市長選に立候補したが、現職のジミー・ウォーカーに大敗した。1932年には下院議員選でも民主党候補のジェイムス・J・ランツェッタに敗れた。1932年の選挙ではラガーディアに限らず共和党候補は軒並み苦戦を強いられた。また、（ラガーディアが出馬した）議院選第20選挙区の人口構成も、従来のユダヤ系及びイタリア系アメリカ人中心からプエルトリコ系中心へと移り変わりつつあった。

## ニューヨーク市長
1920年は共和党員としてウォレン・ハーディングを支持しなければならなかった。1928年の市長選では民主党のアル・スミスを好感していたが、表向きは沈黙を守った。1929年、ラガーティアは市長選に出馬したが、現職のジミー・ウォーカーに地滑り的敗北を喫した。1933年、ウォーカー及びアイルランド系の仕切るタマニー・ホールはスキャンダルにより市政を追われ、ラ・ガーディアが改革派の候補になった。

### マニフェスト
1934年1月、以下の5つの主目標を掲げ市長選に当選した。
- 財政健全化と銀行家による支配からの脱却
- 連邦の資金による失業者救済計画を拡充
- 政治腐敗の一掃と経済の主要分野における強請・たかりの排除
- 公職を金で買う風潮を廃し、能力本位で民間人を登用
- 社会基盤とりわけ交通機関や公園の近代化

最初の 4つの目標は就任から100日間のうちに大方達成されたが、これはルーズベルト大統領が民間土木工事局の全米予算のうち 20% をラガーディアに回したためだった。その後ロバート・モーゼスや民主党のハーバート・レーマンニューヨーク州知事と密接に連携して老朽化が進む社会基盤の更新に当たった。ニューヨーク市は公共事業計画への予算手当ての面でニューディール政策の恩恵を受けた。

### 移民からの支持
1933年に反政治腐敗の「連合」候補としてニューヨーク市長に当選を果たしたラガーディアであったが、選挙中は共和党員（殆どが区外に居住する中産階級のドイツ系市民）や少数ながら民主党の改革派党員のほか、社会主義者、少なくない中産階級のユダヤ系市民や、大多数のイタリア系市民らの支持を取り付けることで勝利に繋がった。特にイタリア系市民については、これまでタマニー・ホールの支持基盤とされてきただけに決定的な勝因となった。こうして、市内のイタリア系及びドイツ系市民のみならずユダヤ系市民やリベラル派（ワスプ）との変則的な共闘を実現するに至った。
正統な共和党員ではなかったのは、現職のルーズベルト大統領を支持する革新勢力で、反タマニー・ホール派にして労組を支持基盤とするアメリカ労働党から、1936年初頭に推薦を受けたことからもうかがえよう。1940年の大統領選挙においては当然のことながらルーズベルトを支え、ジョージ・ノリス上院議員と共同で、ルーズベルト・ウォーラス独立委員会の議長を務めてもいる。
また、市始まって以来のイタリア系市長ではあったが、典型的なイタリア系ニューヨーカーの範疇に収まらなかった。イタリア系アメリカ人と言えば通常カトリック信徒が大半を占めるが、当時アリゾナ州で勃興しつつあった聖公会に属しており、母親はハンガリー系ユダヤ人、父に至ってはカトリックから無神論者へと転向を図る。このことは後述する一連の犯罪対策にも影響を色濃く残すこととなる。

### 犯罪対策
ラガーディアはイタリア系コミュニティに悪いイメージと恥辱をもたらしたギャングを嫌っていた。市長として最初の行動は、罪の大小を問わずマフィアの大ボスラッキー・ルチアーノをとにかく逮捕するよう警察署長に命じたことだった。爾来彼はギャングを目の仇にし、ラジオ演説の中でもニューヨーク市民に向けて甲高く耳障りな声で「あの怠け者どもを街から追い出そう」と呼びかけた。1934年、ラガーディアはギャングのボスであるフランク・コステロが仕切るスロットマシンの一斉捜索・破壊作戦を実行したが、ラガーディア自身嬉々としてこれを行い、何千台ものスロットマシンを押収して、新聞やメディアの前でスレッジハンマーを振り回してそれらを艀（はしけ）からハドソン川の水中に叩き込んだ。1936年、ラガーディアは特別検察官としてトーマス・デューイ（後に大統領候補）を任命し、特にラッキー・ルチアーノの検挙に当たらせた。デューイはルチアーノの資金源だった売春事業について捜査を進め、最終的にルチアーノを 30〜50年の禁固刑に服させるという成果を挙げた。この出来事は1937年に『札つき女』（ベティ・デイヴィス主演）という題名で映画化された。
雑誌『タイム』の1934年12月10日の記事ではラガーディアに任命されたNYPDの本部長ルイス・ヴァレンタインはthird degree method、いわゆる逮捕や逮捕から裁判までの間の秘密の暴力による自白を認めていた（「第三級」とはフリーメーソンの第三級になるためには肉体的苦痛に耐える必要があるという俗説に由来する。ヴァレンタインは1934年から11年、その職にあった。なおミランダ事件は1966年）。17件の無罪判決を受けつづけたギャングを前にして「こういう奴に対して警官は両手を塞がれている。こいつらを見たら、素早く銃を抜いて正確に撃て」と命じた。フェリックス・フランクファーターは「明らかにニューヨーク市警の本部長は、憲法を無視しているようだ」と非難した。流石にラガーディアも言い方を柔らかくし「自衛のためというのが本部長が言いたかったことだ。警官たちは絶望的な状況に抗って働いている。過去6か月で6人が亡くなりさらに4人が死にかけている」と声明を出した。
ラガーディアはストリップ劇場も閉鎖に追いやった。これはショーの内容が彼の厳格な性格にそぐわなかったためである。

### ニューヨーク版「ニューディール政策」
世界恐慌の最中及び以後、経済立て直しに辣腕を振るった。のちに「ニューヨークのマスタービルダー」と呼ばれるロバート・モーゼスが牛耳る多くの大型公共事業を一任されると、連邦からの資金を得るべくロビー活動を地道に行った結果、経済社会基盤の整備が成った。当然、多額の連邦資金を手中に納めるためルーズベルトやニューディール政策と密なる関係を構築、1934年から1939年までに11億ドルを注ぎ込むことに成功した。その代わりにルーズベルトをニューディール政策の権化へと祭り上げると共に、彼の政敵であるタマニー・ホール（マンハッタンに拠点を置く民主党のマシーン組織）を打倒するに至った。この間、高速道路橋やトンネル、空港を矢継ぎ早に建設することでニューヨークの景観は一変することになる。特にウェストサイド高速道やイースト・リバー自動車道、ブルックリン＝バッテリー・トンネル、トライボロー橋、ラガーディア空港は、ラガーディアが市長在任中に完成した施設である。

### 改革
腐敗により市民から軽蔑の眼差しが向けられがちであった市議会の改革に乗り出し、1938年には強力な新しいニューヨーク市予算承認委員会（企業における理事会に似たもの）の設立を盛り込んだ市憲章改正を提議し成立させた。

### ドイツ
アドルフ・ヒトラー及びナチ政権には早くから批判を行っていた。1934年には「ヒトラーの計画の一部はドイツ国内のユダヤ人を完全に絶滅すること」だと警告した。1937年に行われた米国ユダヤ人議会の女性部会に際しては、当時開会間近のニューヨーク万博でナチズム関連の特別パビリオンとして「あの褐色シャツの狂信者たち」のために「恐怖の部屋」を設置せよと訴えた。
ラガーディアの妹であるジェンマ・ラガーディア・グラックは、1944年にハンガリーにてユダヤ人一斉検挙に巻き込まれて逮捕された。彼女はラーフェンスブリュック強制収容所に送られたが特別な扱いを受け、戦後釈放された。

### 法廷
ベネット・サーフによれば、ラガーディアは市の法廷に出向いて指揮を執ることが良くあった。彼が扱ったのは在り来たりの軽犯罪で、サーフによればその中に、飢えた家族のために一斤のパンを盗んだある婦人のケースがあった。ラガーディアは罰金として 10ドルを徴収せよと主張した。それから彼は「私はここに居る全員に対し、食べるためにパンを盗まねばならない市に住んでいる咎で 50セントの罰金を科す！」と言った。そうして彼は帽子を人々に回して集めた金を被告に渡し、被告は 47ドル50セントを持って法廷から放免された。

## 第二次世界大戦
アメリカが第二次世界大戦に参戦していた最中の1941年、ルーズベルト大統領の命を受け新設された市民防衛局（OCD）の初代局長に就任する。OCDはドイツ軍による空襲に備え、サイレンやシェルターなどの準備を請け負う官庁で、時の政府はこうした空襲が不可能と察知していたものの、数千にも上る中産階級有志を心理面で動員し、戦時体制に組み入れんとした。ラガーディアはニューヨーク市長の籍を置いたまま、一週間のうち3日はワシントンD.C.に滞在するという非常に困難な任務を見事やってのけた。1941年12月の真珠湾攻撃以後は常勤の局長であるジェイムス・J・ランディスに任務を引き継ぐ。1945年の市長選の頃には、世論調査でも芳しくない結果が出るなど人気も翳りを見せ始め、案の定4選はならなかった。
この時代失業状態に終止符が打たれ、街はヨーロッパ向けの軍事物資や兵士の窓口となり、ブルックリン海軍工廠は多くの軍艦のほか軍服を鬻（ひさ）ぐ衣類商で溢れかえっていた。しかしながら市内の大資本家はワシントンの政策決定者ほど重要視されず、極めて高率の戦時税制をもってしても鰻登りを続ける戦費は賄えなかった。ニューヨークは最早産業集積地ではなく、至る所で造られる武器工場を戦時ブームととる者は誰一人とて居なくなった。ルーズベルト大統領は遂に市への資金提供中止を決断し、1944年までには市の手形支払いにおける粉飾決算が常態化した。ラガーディア以後の市長は1975年の財政破綻まで、負債を増やさず社会基盤の大盤振舞のほか教師や警察、市役所職員に対する厚遇が行えなくなったことが悩みの種であった。

## 晩年

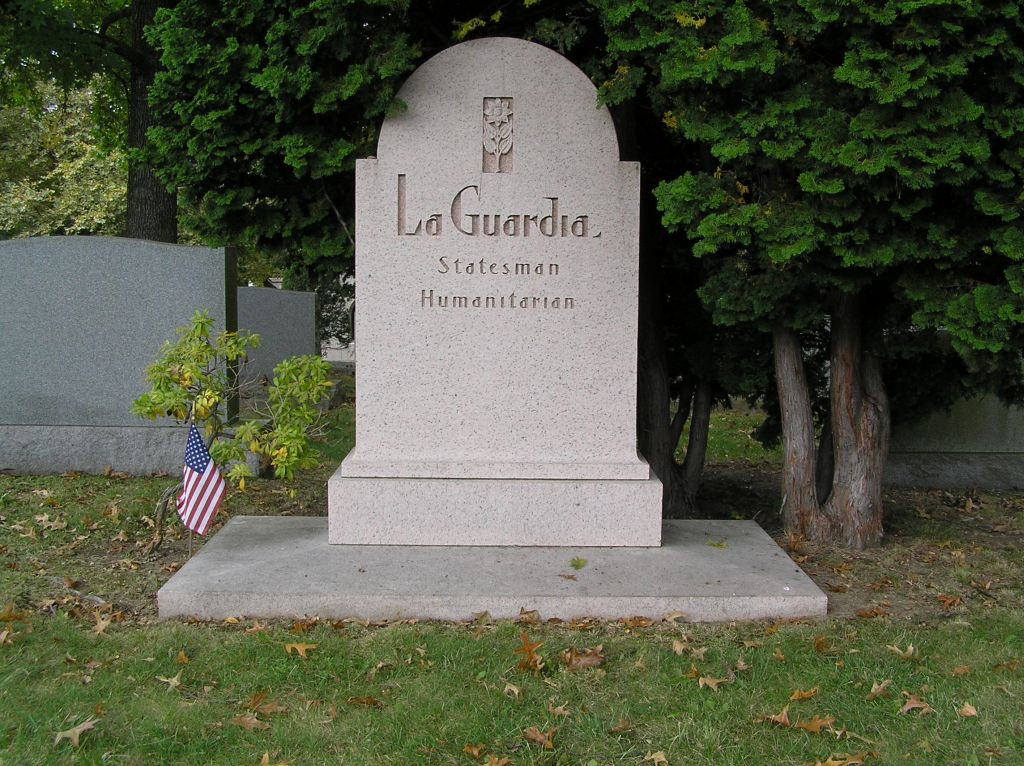
ラガーディアの墓

市長退任後の1946年、国際連合連合国救済復興機関（UNRRA）の事務局長に就任したほか、音楽同好会であるファイ・ミュー・アルファ・シンフォニアの会員となった。1947年9月20日、膵臓癌のためニューヨークブロンクス区の自宅で死去。64歳。葬儀は同区のウッドローン墓地で執り行われた。

## 没後
歴史学者の間ではニューヨークはもとよりアメリカ史上最も偉大な市長と認識されることが多いものの、ルドルフ・ジュリアーニと互角とする専門家も少なからず存在する。

## エピソード
- 身長が低く、5フィート（約152.4cm）程度とされることが多いものの、ニューヨーク・タイムズの記事によると実際の身長は5フィート2インチ（約157.5cm）であったという[32]。ファーストネームのフィオレロ（Fiorello）も、イタリア語で「小さな花」を意味する。
- 出自や青年期の渡航経験が影響してか、ヘブライ語、クロアチア語、ドイツ語、ハンガリー語、イタリア語、そしてイディッシュ語の7ヶ国語の話者と伝えられている。
- ラガーディア空港は、隣接するニュージャージー州のニューアーク空港にTWAの路線が就航したのに対抗して、建設が進められたという逸話がある。なお、現在ニューヨーク市内で操業中の3つの主要空港のうち最も規模が小さい。
- 音楽好きが高じてプロ、アマ問わずオーケストラを主宰していたことで有名。また、「市長として行った最も有望な業績は？」との問いに、1936年の音楽・芸術系高校設立を挙げた[33]。
- ラガーディアの名を冠した通りがイスラエルのテルアビブやクロアチアのリエカにある。
- 1939年頃、ピンボールをギャンブルとして禁ずる法律が議会で可決されたが、その際ラガーディア自身がこれを大槌で叩き壊している写真が多数存在する。なお、同法は1976年をもって廃止となった。
- 映画ゴーストバスターズ2にて、ニューヨーク市長のレニーが側近の1人に「夕べは寝室で1時間ばかりフィオレロ・ラガーディアと話をしててね。彼は40年も前にこの世を去ったんだけど」と話すシーンが出てくる。

### 登場作品
- ミュージカル『フィオレロ!』（1959年。後に同作はピュリッツァー賞を受賞）演：トム・ボズリ
- 『軍法会議』演：フィル・アーノルド